# オースチン・フリント雑音
オースチン・フリント雑音（-雑音、オースチン・フリントランブル、アウスチン‐フリント現象、英語: Austin Flint murmur）とは、心尖部で最もよく聴取することができる低音の心雑音である。 
拡張中期、または収縮前期雑音である。
重度の大動脈弁閉鎖不全症に関連するが、臨床現場において、この徴候の役割は疑問視されている。

## 機序
心エコーや、従来型およびカラードプラ、MRIでもって、この雑音は、（大動脈弁の閉鎖不全により）逆流した血液が心臓の内面、すなわち（左室の）心内膜に衝突する際に発生することが示唆されている。

### 古典的な記述
古典的には、僧帽弁尖の偏位と、通常の僧帽弁での血流（左房→左室）と大動脈弁での逆流（上行大動脈→左室）が混ざり合って発生する乱流の結果であると説明されている：

#### 偏位（Displacement）
：大動脈弁での逆流から生じる血液噴流が僧帽弁前尖に衝突し、僧帽弁尖の早期閉鎖を引き起こすことが多い。これは僧帽弁狭窄症と間違われる場合がある。

#### 2本の血流の乱れ（Turbulence of the two columns of blood）
：左心房から左心室への血流と、大動脈から左心室への血流（逆流する血液）。

## 名称
オースチン・フリント雑音は、19世紀のアメリカ人医師のオースティン・フリント一世（1812年 - 1886年）にちなんで名付けられた。
ただし、彼自身は、あらゆる身体的徴候をそれを発見した者の名前と関連付けることに反対し、「徴候がありもしない類似の現象等から決められ、そのようなものから、あるいはそれを初めて文献に残した人物の名前から名付けられる限り、不明瞭さと混乱が生じるほかない」と記述している。